# Otto Kommerell

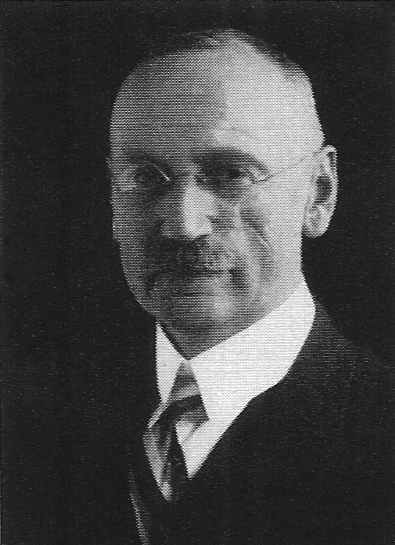
Otto Kommerell (um 1935)

Otto Kommerell (* 24. Juni 1873 in Tübingen; † 12. Juli 1967 in Stuttgart) war ein deutscher Bauingenieur und Eisenbahn-Baubeamter, der zunächst in Friedrichshafen und im Elsass, dann sehr lange in Berlin tätig war. Außerdem trat er als Genealoge hervor, der sich mit der Familie Kommerell und einigen verwandten Familien befasste.

## Leben
Otto Kommerell war das vierte und vorletzte Kind des Gründers des populären Tübinger Cafés Kommerell, Adolf Kommerell (1841–1890), und seiner Frau Minna geb. Weiß (1846–1931). Sein älterer Bruder war der verdienstvolle Mathematiker Karl Kommerell.

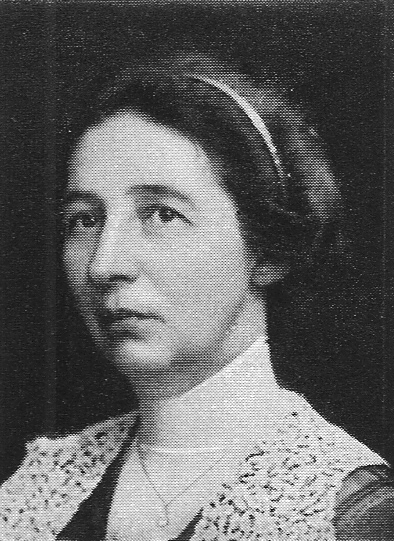
Martha Kommerell geb. Kirn (um 1930)

Nach dem Besuch der Realschule Tübingen studierte Otto Kommerell von 1891 bis 1895 Bauingenieurwesen an der Technischen Hochschule Stuttgart. Danach unternahm er eine viermonatige Studienreise nach London, Liverpool, Manchester und Paris. Von 1896 bis Ende 1899 war er als Regierungsbauführer (Referendar) beim Bau der Bahnstrecke Friedrichshafen–Lindau in Friedrichshafen tätig.
1900 wurde er nach dem bestandenen zweiten Staatsexamen zum Regierungsbaumeister (Assessor) ernannt und zu den Reichseisenbahnen in Elsaß-Lothringen nach Straßburg versetzt. Gerade in dieser Zeit heiratete er am 7. Juli in Friedrichshafen Martha Kirn (* 16. Oktober 1872; † 24. April 1950), eine Tochter des damaligen Hafendirektors von Friedrichshafen Fritz von Kirn und dessen Frau Julie geb. Nebel. Marthas Eltern, die beide aus Südwestdeutschland (Rottenburg am Neckar und Karlsruhe) stammten, wohnten eine Zeitlang in Kiel, wo Martha geboren wurde, doch dann wechselten sie nach Friedrichshafen und lebten dort bis zum Tode. Pünktlich neun Monate nach der Hochzeit, am 12. April 1901, wurde Ottos einziger Sohn Burkhard geboren.
1903 wurde Kommerell zum Eisenbahnbau- und Betriebsinspektor befördert, und in den Jahren 1903–1906 leitete er die Bauabteilung Busendorf, die für den Bau der  Bahnlinie Metz–Vigy–Anzelingen zuständig war. Von 1906 bis 1908 war er Betriebsamtsvorstand in Straßburg. 1908 wurde er nach Berlin zum Reichsamt für die Verwaltung der Reichseisenbahnen in Elsaß-Lothringen versetzt, wo er zunächst Hilfsarbeiter war. 1911 wurde er zum Kaiserlichen Baurat ernannt. 1912 legte er in Berlin seine Dissertation über die statistische Berechnung von Tunnelmauerwerk vor und wurde zum Titel „Dr.-Ing.“ promoviert. Am 1. Juli 1917 wurde er Eisenbahnreferent der Militärgeneraldirektion in Brüssel. Nach dem Waffenstillstand von Compiègne wurde er Referent für das Feldeisenbahnwesen am Reichsbahnabwicklungsamt.
Ab dem 1. Juni 1920 arbeitete er am Reichsbahn-Zentralamt in Berlin. 1921 wurde er zum Oberregierungsbaurat befördert. 1924 wurde er Mitglied beim Technischen Oberprüfungsamt. 1925 wurde er zum Reichsbahndirektor ernannt und ab 1. März 1925 war er Leiter der Bautechnischen Abteilung im Reichsbahn-Zentralamt. 1930 wurde er zum Abteilungspräsidenten ernannt. 1936 wurde er ordentliches Mitglied der Preußischen Akademie des Bauwesens. Im September 1939 wurde er Leiter der Sonderabteilung der Reichsbahnbaudirektion Berlin, die für Sonderaufträge im Bahnbrückenbau zuständig war. Trotz des fortgeschrittenen Alters von 70 Jahren hatte er dieses Amt noch 1943 inne.
Neben seiner beruflichen Laufbahn betätigte sich Otto Kommerell seit 1915 als Genealoge und erforschte zunächst die Verwandtschaftsverhältnisse der Familie Kommerell von Anfang an, d. h. vom 15. Jahrhundert. Später befasste er sich auch mit einigen weiteren Familien, die mit den Kommerells verwandt waren. Seine genealogischen Arbeiten zeichnen sich durch außergewöhnliche Genauigkeit in Bezug auf die Lebensdaten sowohl der Hauptfamilie, als auch der Angeheirateten und deren Kinder aus. Dagegen versuchte Kommerell nicht, Biographien der gelisteten Personen vorzulegen. Er begnügte sich im Allgemeinen damit, die Funktionen oder Ämter dieser Personen aufzuzählen, ohne auf die Chronologie und die Wichtigkeit zu achten. Im Falle einiger berühmterer Personen aus der noch nicht so entfernten Vergangenheit übernahm er frühere Veröffentlichungen, vor allem kurze Zeitungsartikel. Dies galt auch im Fall seines Bruders Karl Kommerell. Stattdessen lieferte er zahlreiche Tabellen, in denen er Geburten in jeweiliger Generation, Lebensalter, Krankheiten, Berufe und Zwillingsgeburten statistisch analysierte.
Nach der Pensionierung wechselte er nach Stuttgart, da es für seine genealogischen Forschungen ein günstigerer Standort war als Berlin.

## Veröffentlichungen

### Zur Bahnbautechnik
- Grundlagen für die statische Berechnung von Tunnelmauerwerk, Berlin : W. Ernst & Sohn 1912.
  - 2. erweiterte Auflage als: Statische Berechnung von Tunnelmauerwerk. Grundlagen und Anwendung auf die wichtigsten Belastungsfälle, Berlin : Ernst & Sohn 1940.
- Ein Jahr hochwertiger Baustahl St. 48, Berlin : Julius Springer 1925.
- mit Bruno Schulz: Einfluss der Fliehkräfte auf Eisenbahnbrücken. Empfohlen in den bei den Reichsbahn-Gesellschaften gültigen Vorschriften für Eisenbauwerke, Berechnungsgrundlagen für eiserne Eisenbahnbrücken vom 25. Februar 1925, Berlin : W. Ernst & Sohn 1925.
- mit W. Rein: Engerer Wettbewerb um Entwürfe für eine feste Straßenbrücke über den Rhein in Köln-Mülheim, Berlin : Julius Springer 1927.
- Erläuterungen zu den vorläufigen Vorschriften der Deutschen Reichsbahn für die Umgrenzung des lichten Raumes für Normalspurbahnen (auch gültig für Anschlussgleise), Berlin : W. Ernst & Sohn 1928.
- Berechnung, bauliche Durchbildung und Ausführung geschweißter Eisenbahnbrücken, Berlin : W. Ernst & Sohn 1930 (zunächst erschienen in: „Bautechnik“ 1930).
- Erläuterungen zu den Vorschriften für geschweißte Stahlbauten mit Beispielen für die Berechnung und bauliche Durchbildung, 3., neubearbeitete und erweiterte Auflage, Berlin : Ernst & Sohn 1931.
- Erläuterungen zu den Vorschriften für geschweißte Stahlbauten mit Beispielen für die Berechnung und bauliche Durchbildung, Berlin : Ernst & Sohn:
  - Bd. 1: 4. neubearbeitete und erweiterte Auflage, 1934.
  - Bd. 2: 4. neubearbeitete und erweiterte Auflage, 1936.
  - Bd. 3: 5. neubearbeitete und erweiterte Auflage, 1940.
  - Bd. 3: 5. neubearbeitete und erweiterte Auflage, 1942.

### Zur Genealogie
- Die Ahnentafel, [Berlin SW 11, Hallesches Ufer 35/36] : [Dr. O. Kommerell] 1932.
- Familienchronik Kommerell. Stammtafel mit 79 Bildern und 15 Tafeln, aufgestellt in der Zeit von 1915–1942. Kramer, Frankfurt a. M. 1943.
- Nachtrag zur Stammtafel Kommerell, Frankfurt a. M. : Kramer 1952.
- Graphische Ahnentafeln Kommerell – Grüneisen, Stuttgart : Verein für Familien- und Wappenkunde in Württemberg und Baden 1954–1964:
  - Heft 1: Kommerell, 1954
  - Heft 2: Kommerell, 1954
  - Hauptband, 1955
  - Neue Folge, mit Ergänzungen zur Stammtafel Kommerell. Mit etwa 260 Personenbildern, 1959
  - Heft 3: Kommerell. Grüneisen, 1964
  - Heft 4: Kirn, 1964
  - Heft 5: Kirn, Martens, 1964
  - Namensverzeichnis, 1964